# 斯特拉爾
Strahl來自德語，意為「射線」或「光束」，例如輻射，是太陽風的電子分量，並與太陽的磁場最緊密的對齊。這些電子是太陽風高速分量的一部分，具有足够的速度從太陽的靜電勢中逃逸。它們攜帶太陽風的電子熱通量，並且總是沿著磁場線遠離太陽。與電子的「核心」和「光暈」群不同，後者構成了低速和高速太陽風的一部分，通常相對於太陽磁場呈現各向異性。
猛然沉澱到太陽極區的電子形成了strahl的來源。當磁力線在適當的方向上與行星際磁場（IMF）連接時，strahl電子以高達數百eV的能量從日冕中傳輸出來。當太陽的磁場線不與IMF連接時，斯特拉爾效應在該磁極被阻斷。